# Абігайл Джонстон
Абігейл Джонстон  (англ. Abigail Johnston, 16 листопада 1989) — американська стрибунка у воду, олімпійська медалістка.

## Виступи на Олімпіадах
| Олімпіада   | Дисципліна                            | Місце |
| ----------- | ------------------------------------- | ----- |
| Лондон 2012 | синхронні стрибки з вишки з трампліна | 2     |

## Зовнішні посилання
- Досьє на sport.references.com [Архівовано 18 грудня 2012 у Wayback Machine.]